# Hussein Al-Sheikh
Hussein Al-Sheikh (in arabo حسين الشيخ‎?; Ramallah, 14 dicembre 1960) è un politico palestinese, vicepresidente della Palestina e dell'Organizzazione per la Liberazione della Palestina (OLP) dal 26 aprile 2025.

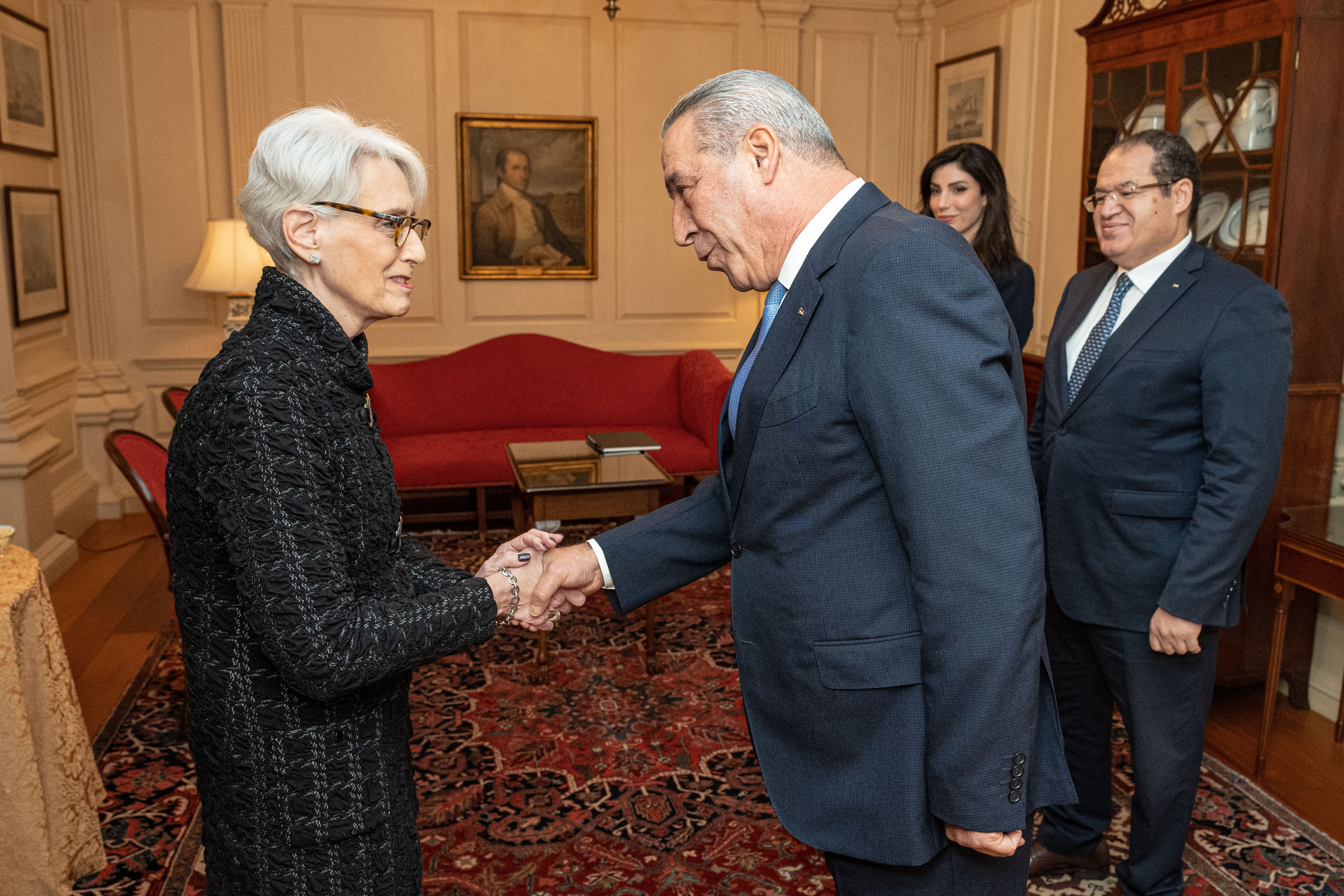
La vicesegretaria di Stato degli Stati Uniti, Wendy Sherman, in un incontro con Al-Sheikh nel 2022

È stato presidente dell'autorità generale palestinese per gli affari civili dal 2007 al 2022 e segretario del comitato esecutivo dell'OLP dal 2022 al 2025.

## Biografia
Nato a Ramallah in una famiglia di mercanti sfollata durante la Nakba del 1948, Hussein Al-Sheikh si avvicinò a Fatah durante l'adolescenza e, all'età di 18 anni, fu condannato dalle autorità israeliane per attività militante. Trascorse undici anni in carcere, durante i quali imparò l'ebraico.
Verso la fine della sua detenzione, aderì al Comando nazionale unificato della prima intifada. In seguito agli Accordi di Oslo del 1993, prestò servizio per un breve periodo nei servizi di sicurezza preventiva con il grado di colonnello, per poi essere nominato segretario generale di Fatah in Cisgiordania nel 1999.
All'inizio degli anni 2000, in un clima di forti tensioni, si impose come attivista di rilievo nel Tanzim. Le divisioni si acuirono con lo scoppio della seconda intifada, quando la leadership palestinese si frammentò tra la vecchia guardia legata ad Arafat e agli esiliati di Tunisi e la nuova generazione, rappresentata da figure come Barghuthi e Al-Sheikh. Nel 2003, al culmine di queste tensioni, alcune fonti riportarono che Arafat avrebbe tentato di far arrestare o addirittura eliminare Al-Sheikh.
Nel 2007 fu nominato a capo dell'autorità generale per gli affari civili con rango ministeriale. L'anno successivo, durante il 6º congresso di Fatah, fu eletto per la prima volta membro del comitato centrale, per poi essere riconfermato al 7º congresso del 2016.
Dopo l'operazione Margine di protezione del 2014, è stato nominato rappresentante palestinese nel Comitato trilaterale per la ricostruzione della Striscia di Gaza, insieme a rappresentanti israeliani ed egiziani. Due anni più tardi, nel 2016, Al-Sheikh ha accompagnato il presidente palestinese al funerale di Shimon Peres come uno dei suoi principali collaboratori.
Dopo aver preso parte, nel 2017, ai tentativi di riconciliazione tra Hamas e Fatah in qualità di membro del Comitato per il dialogo nazionale palestinese, nel 2022 ha sollecitato la ripresa immediata del dialogo nazionale per affrontare con unità i problemi del popolo palestinese, ottenendo il sostegno di tutte le principali fazioni.

### Segretario del comitato esecutivo dell'OLP (2022-2025)
Dopo la morte per COVID-19 di Saeb Erekat, segretario generale del comitato esecutivo dell'Organizzazione per la Liberazione della Palestina (OLP), il presidente palestinese Mahmūd Abbās, ha promosso Al-Sheikh come suo sostituto ad interim, conferendogli poi ufficialmente l'incarico nel febbraio 2022. Hamas ha interpretato questa nomina come un'investitura a "successore" di Abbas, opponendosi fermamente e avviando una campagna contro di lui tramite la diffusione di una registrazione in cui Al-Sheikh criticava e insultava Abu Mazen. Al-Sheikh ha invece accusato Hamas di aver falsificato la registrazione.
Agendo in veste di delegato del presidente, ha incontrato consoli stranieri e alti funzionari statunitensi, tra cui Hady Amr. Ha incontrato più volte anche Barbara Leaf, assistente del segretario di Stato per gli affari del Vicino Oriente, per discutere del riconoscimento dello Stato di Palestina.
Nell'ottobre 2022, si è recato in visita a Washington, dove ha incontrato il consigliere per la sicurezza nazionale, Jake Sullivan, e la vicesegretaria di Stato, Wendy Sherman. Secondo quanto riportato, la visita aveva lo scopo di ottenere il riconoscimento e la legittimità da parte dell'amministrazione americana in vista di una possibile successione ad Abu Mazen.

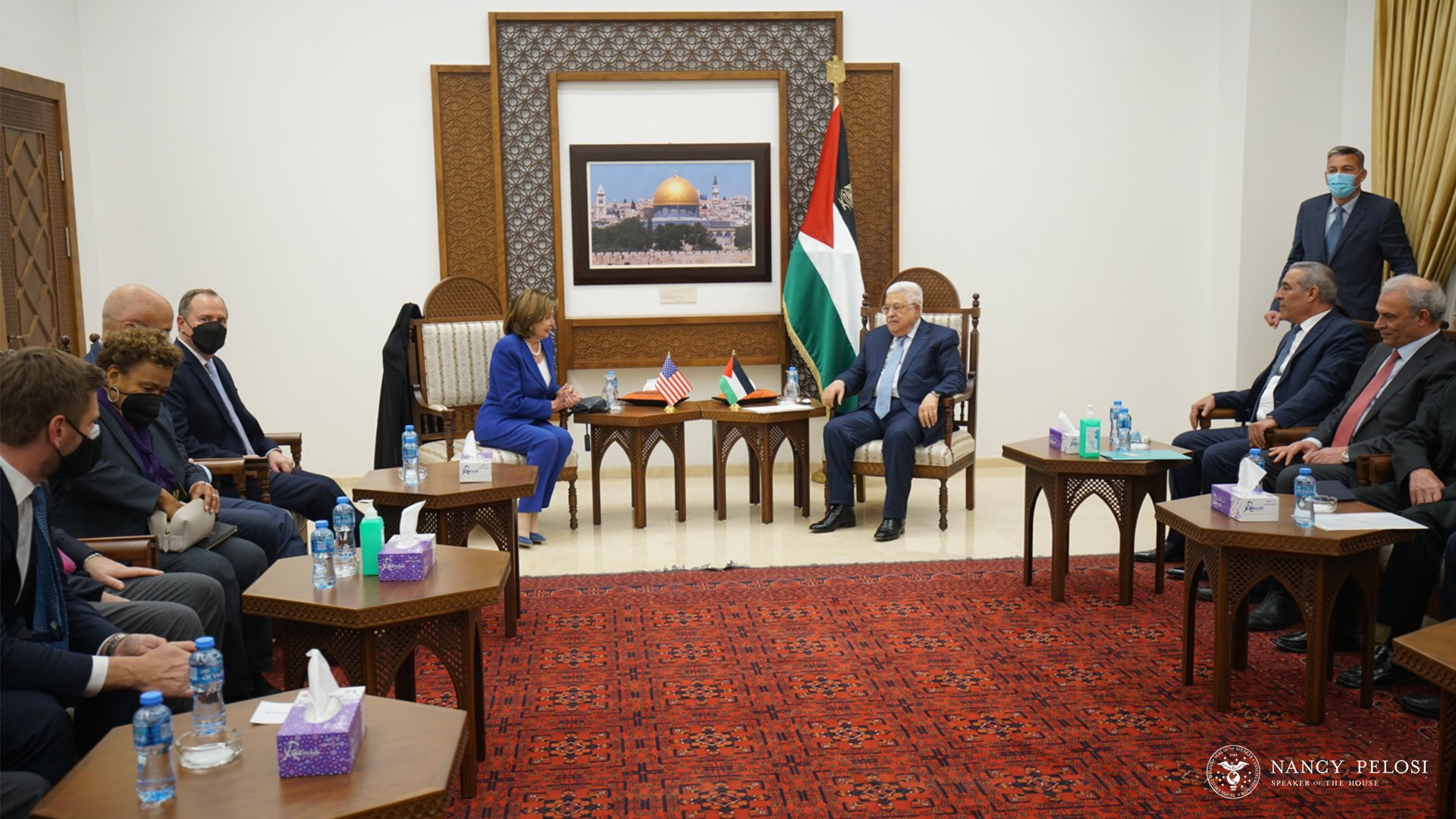
La speaker della Camera dei rappresentanti degli Stati Uniti, Nancy Pelosi, in visita a Ramallah nel 2022

Questi ha accompagnato Abbas anche in visite di alto livello con leader come la speaker della Camera dei rappresentanti degli Stati Uniti, Nancy Pelosi, il presidente egiziano Abdel Fattah al-Sisi e il re di Giordania Abd Allah II.

### Vicepresidente della Palestina (2025-)
Il 25 aprile 2025 Mahmud Abbas ha nominato Hussein Al-Sheikh vicepresidente dello Stato di Palestina e dell'OLP, in seguito all'approvazione da parte del Consiglio Centrale Palestinese della creazione della nuova carica.

## Vita privata
Hussein Al-Sheikh è uno degli uomini più ricchi dell'Autorità Palestinese. La sua ricchezza deriva, tra l'altro, dalla proprietà di diverse cave, negozi di vicinato e stazioni di servizio in Cisgiordania. Possiede inoltre una villa a Gerico.
Dal 2010 è presidente del club sportivo giovanile di Al-Bireh.